# Попов, Вадим Петрович
Вадим Петрович Попов (14 октября 1940, Таганрог — 24 июля 2011, Таганрог) — доктор технических наук (1975), профессор (1980), проректор ТТИ ЮФУ по международному сотрудничеству (1996), заслуженный работник высшей школы РФ (1997), почётный работник высшего профессионального образования РФ (2006).

## Биография
Окончил школу № 10 и Таганрогский радиотехнический институт в 1963 и с тех пор в нём работает. В 1968 там же защитил кандидатскую диссертацию по микроэлектронике, в 1975 в Киевском институте гражданской авиации — докторскую диссертацию по электротехнике. В 1972-1973 работал в Сиракузском университете и в 1977 в университете Конкордия. В 1971-1975 был деканом радиотехнического факультета. В 1975-1996 заведовал кафедрой теоретических основ радиотехники. С 1982 по 1986 совмещал эту должность, работая деканом РТФ (радио-технического факультета). Проводит исследования по проблемам радиотехники и микроэлектроники (электрическое моделирование полупроводниковых устройств, моделирование МОП транзисторов), теории электрических цепей (нелинейные цепи с распределёнными параметрами, машинный анализ цепей, макромоделирование и адаптивные схемные модели). С января 2007 по сентябрь 2010 работал заместителем руководителя ТТИ ЮФУ по международной деятельности, затем советником руководителя. Подготовил 26 кандидатов и 3 доктора наук. Являлся членом IEEE, действительным членом Международной академии информатизации, членом редакционной коллегии журнала «Радиотехника» (Киев).

## Публикации
- Попов В. П. «Основы теории цепей». М., Высшая школа, 1985 и 1998.
- Бирюков В. Н., Попов В. П., Семенцов В. И. «Сборник задач по теории цепей». М., Высшая школа, 1985.

Также опубликовал более 80 статей в различных журналах, включая несколько публикаций за рубежом.